# Roman Simschek
Roman Nico Simschek (* 24. April 1977) ist ein deutscher Unternehmensberater, Coach und Sachbuchautor.

## Leben
Simschek studierte Betriebswirtschaftslehre an der Universität Hohenheim und legte dort 2005 im Bereich Bank, Börse und Versicherungen sein Diplom ab. Nach seiner Ausbildung arbeitete er zunächst im Geschäftsbereich Advisory, Financial Services bei der Unternehmensberatung KPMG in Frankfurt am Main und in München. Ferner war er im Vorstand der SEE Real Estate AG. Simschek ist Gründer und Inhaber einer Kapitalgesellschaft in Wiesbaden, die sich mit Erklärvideos für Firmen beschäftigt.
Zusammen mit Fabian Kaiser schrieb Simschek mehrere Bücher über das Thema Agilität und Methoden wie Lean Management, OKR, Scrum, Jira, Kanban, PRINCE2 und Design Thinking. Gemeinsam mit Matthias Wassermann und Daniel Hillwig veröffentlichte Simschek verschiedene Sachbücher zu den Themen Segel- und Motorbootsport.

## Veröffentlichungen (Auswahl)
- Ansätze zur Bewertung im Financial Sourcing. 2. Aufl., GRIN Verlag 2008, ISBN 978-3-638-91131-3.
- mit Matthias Wassermann. Bodenseeschifferpatent kompakt. Motorboot und Segelboot. UVK Verlag, München 2012, ISBN 978-3-86764-406-8.
- mit Matthias Wassermann, Daniel Hillwig: Leinen los-Paket: Bodenseeschifferpatent kompakt: Mit Buch, Knoten-Poster und Übungs-Seil. UVK Verlag, München 2015, ISBN 978-3-86764-593-5.
- mit Sahar Kia: Erklärvideos einfach erfolgreich. UVK Verlag München, 2017, ISBN 978-3-86764-815-8.
- mit Annalena Oppel: Six Sigma. UVK Verlag, München 2018.
- mit Lars Rayher, Fabian Kaiser: JIRA: SCRUM erfolgreich umsetzten. UVK Verlag, München 2019, ISBN 978-3-7398-3009-4.
- mit Fabian Kaiser: Design Thinking: Innovation erfolgreich umsetzten. UVK Verlag, München 2019, ISBN 978-3-7398-3010-0.
- mit Fabian Kaiser: PRINCE2: Die Erfolgsmethode einfach erklärt. 3. überarbeitete Ausgabe, UKV Verlag, München 2020, ISBN 978-3-7398-3058-2.
- Agilität? Frag doch einfach! Klare Antworten aus erster Hand. UTB 2020, ISBN 978-3-8252-5431-5.
- mit Fabian Kaiser: Prince2 Agil: Die Erfolgsmethode einfach erklärt. UVK Verlag, München 2020, ISBN 978-3-7398-3008-7.
- mit Matthias Wassermann, Daniel Hillwig: Bodenseeschifferpatent kompakt: Motorboot und Segelboot. 5. überarbeitete Aufl., UVK Verlag, München 2021, ISBN 978-3-7398-3102-2.
- mit Matthias Wassermann: Sportbootführerscheine Binnen und See. Bundle der beiden Bände. UVK Verlag München 2021, ISBN 978-3-7398-3175-6.
- mit Matthias Wassermann, Daniel Hillwig: Sportbootführerschein Binnen kompakt: Motorboot und Segelboot. 3. überarbeitete Aufl., UVK Verlag, München 2021, ISBN 978-3-7398-3101-5.
- mit Matthias Wassermann, Daniel Hillwig: Sportbootführerschein See kompakt: Einfach, schnell und unkompliziert. 3. überarbeitete Aufl., UVK Verlag, München 2021, ISBN 978-3-7398-3100-8.
- mit Fabian Kaiser: OKR: Die Erfolgsmethode von Google einfach erklärt. UVK Verlag, München 2021, ISBN 978-3-7398-3084-1.
- mit Fabian Kaiser: SCRUM: Das Erfolgsphänomen einfach erklärt. 3. überarbeitete Aufl. UVK Verlag, München 2021, ISBN 978-3-7398-3112-1.
- mit Fabian Kaiser: Kanban: Der agile Klassiker einfach erklärt. UVK Verlag, München 2021, ISBN 978-3-7398-3083-4.